# Cricetulus alticola
Cricetulus alticola és una espècie de mamífer rosegador de la família dels cricètids. Viu a la Xina, l'Índia i el Nepal. Els seus hàbitats naturals són els boscos de coníferes, els bedollars, les estepes desèrtiques, els matollars, els prats pantanosos i els prats d'altiplà. Es desconeix si hi ha cap amenaça significativa per a la supervivència d'aquesta espècie. El seu nom específic, alticola, significa ‘habitant de les parts altes’ en llatí.